# Atriplex limosa
Atriplex limosa är en amarantväxtart som beskrevs av Philipp Johann Ferdinand Schur. Atriplex limosa ingår i släktet fetmållor, och familjen amarantväxter. Inga underarter finns listade i Catalogue of Life.